# Наганами (эсминец, 1942)

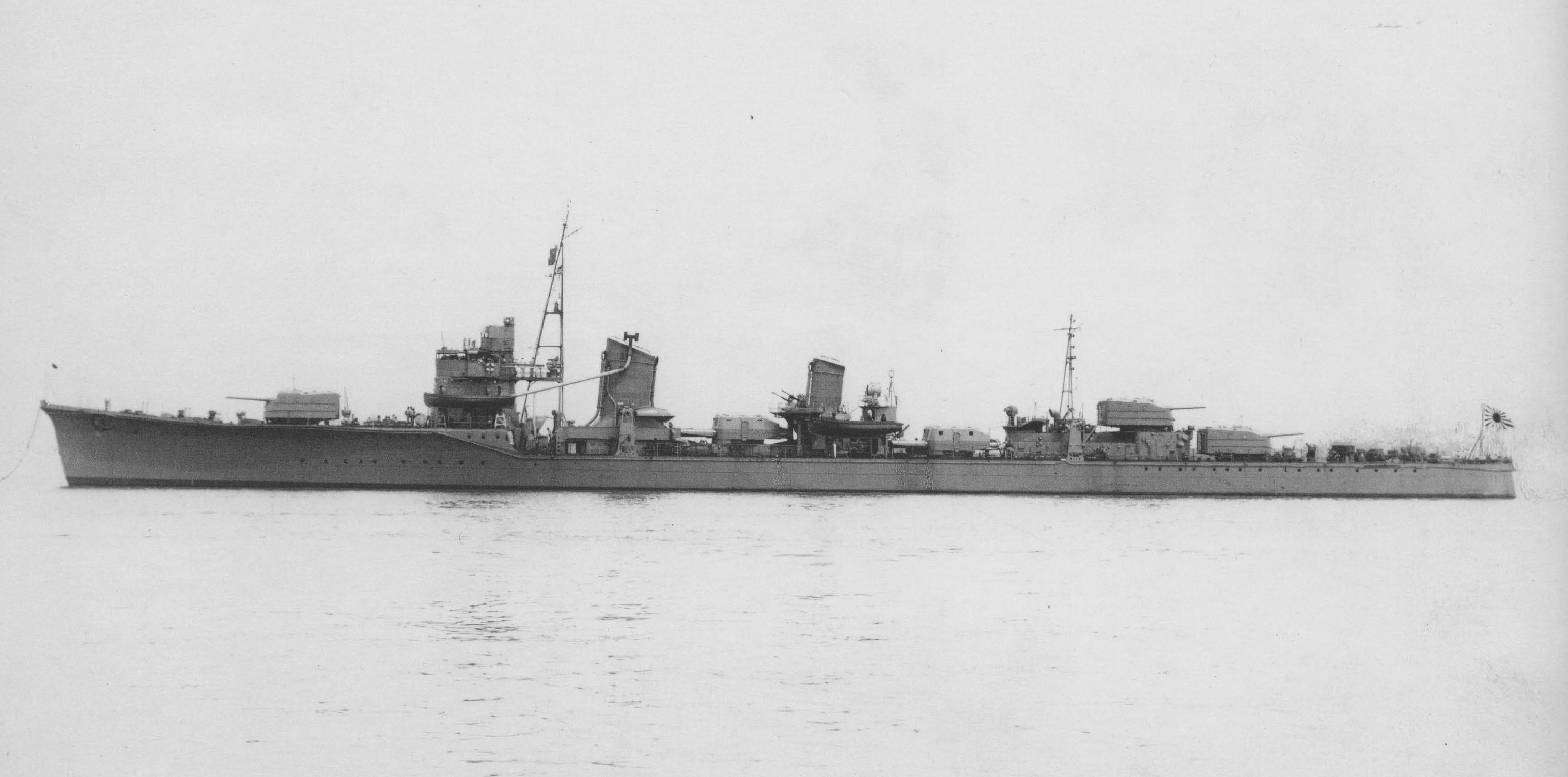

Наганами — Японский эсминец типа «Югумо». Название в переводе с японского «Длинные волны».
Заложен в 1941 году на Верфи Fujinagasta, Осака. Спущен 5 марта 1942 года, вошёл в строй 30 июня 1942 года.
Турбины на Наганами были рассчитаны на 52 000 лошадиных сил (39 000 кВт).
11 ноября 1944 года потоплен американскими кораблями у острова Себу в точке .

## История
Через несколько недель после принятия в строй, «Наганами» отправился в свой первый боевой поход. Во время которого сопровождал с 9 июля по 4 августа корабль «Хакусан-Мару». По маршруту с порта Муроран до Кыски (остров в составе Алеутских островов).
С 31 августа 1942 года был включен в состав 31-й дивизии эсминцев.
С 6 по 10 сентября сопровождал 2 линкора по маршруту с Куре на атолл Трук.
9 сентября Наганами вышел из Трука для сопровождения соединения из 2 линкоров и 5 тяжелых крейсеров, которое во взаимодействии с другой группировкой должно было патрулировать зону севернее Соломоновых островов, в пределах поддержки операции в Гуадалканале. Какого либо столкновения с противником не было (в отличие от аналогичного выхода в конце августа, когда произошло сражение у восточных Соломоновых островов). 23 сентября японские силы вернулись на Трук.
11 октября 1942-го «Наганами» с 2 эсминцами и легкии крейсером вышли из Трука, чтобы сопровождать отряд артиллерийских кораблей адмирала Кондо, насчитывавших 2 линкора и 4 тяжелых крейсера. Которые должны были способствовать доставке подкреплений на Гуадалканал. Вскоре линкоры под охраной эсминцев и легкого крейсера отделились и направились на юг, при этом в какой-то момент к ним присоединились еще 6 эсминцев, вышедших из якорной стоянки Шортленд. В первые часы 13 октября линкоры произвели удачный обстрел аэродрома Хендерсон-Филд, уничтожив более четырех десятков вражеских самолетов. После этого отряд вернулся к другим кораблям Кондо. Уже через пару дней командование решило повторить бомбардировки. Для этого из сил Кондо выделили 2 тяжелых крейсера в сопровождении 7 эсминцев (среди которых был и «Наганами»), которые в ночь на 16 октября снова обстреливали Хендерсон-Филд. В последней декаде октября произошло сражение у островов Санта-Круз, во время которого все решила дуэль авианосцев, надводные силы так и не вступили в бой. 30 октября 1942 корабли Кондо вернулись на Трук.
3 – 5 ноября 1942-го «Наганами» вместе с еще 5 эсминцами охраняли 2 тяжелых крейсера, проследовавших из Трука в Шортленд. 7 ноября "Наганами" в составе группы эсминцев вышел в транспортный рейс в Гуадалканал, во время которого получил незначительные повреждения от близких взрывов.
Вскоре японцы взялись за проведение в Гуадалканале большого конвоя с подкреплениями, что в итоге вылилось в решающую морскую битву у острова. «Наганами» относился к охране конвоя, который двинулся из Шортленда 13 ноября 1942-го, а 14 ноября на подходе к Гуалканалу понес тяжелые потери от авиации, потопившей 6 из 11 транспортов (еще один был поврежден и вернулся на Шортленд, а 4 судна в ночь на 15 ноября выбросились на берег острова, чтобы таким образом доставить груз). "Наганами" подобрал 570 человек из утопленного транспорта "Синаногава-Мару" и доставил их на Шортленд.
30 ноября 1942-го «Наганами» вместе с еще 7 эсминцами принял участие в транспортном рейсе в Гуадалканал. На подходе к острову японские корабли перехватил более мощный вражеский отряд из 4 тяжелых крейсера, однако в итоге японские эсминцы провели удачную торпедную атаку. "Наганами" выпустил 8 торпед и мог поразить тяжелые крейсеры "Пенсакола" и/или "Нортхэмптон".
В декабре 1942 «Наганами» принял участие в еще нескольких транспортных миссиях и выходил в Гуадалканал 3, 7 и 11 числа. В двух последних рейсах японский отряд атаковали торпедные катера ("Наганами" затем буксировал в Шортленд поврежденный эсминец "Новаки"), в третьем хоть и удалось сбросить припасы, однако вражеские катера потопили эсминец "Терудзуки". «Наганами» снял с него более полусотни моряков.
16 декабря 1942-го «Наганами» выходил в транспортный рейс в Мунду, в центральной части Соломоновых островов. 17 – 18 декабря перешел из Шортланда. в Рабаул.
25 декабря 1942-го «Наганами» вместе с 3 другими эсминцами вышел из Рабаула для помощи эсминцу «Удзуки» и транспорту «Нанкай-Мару», которые вскоре после начала рейса в Мунду получили значительные повреждения от атаки авиации и столкновения. «Ариаке» и «Уракадзе» взяли «Нанкай-Мару» и «Удзуки» на буксир и 26 декабря дотащили их до Рабаула, тогда как «Наганами» и «Таникадзэ» обеспечивали прикрытие.
2 января 1943 «Наганами» принял участие в еще одном транспортном рейсе в Гуадалаканал. 10 января он должен был выйти в очередной поход, однако не смог. 12 – 14 января «Наганами» проследовала на Трук. 8 – 17 марта эсминец эскортировал конвой из Трука в Японию, после чего стал на доковый ремонт в Майдзуру.
25 – 30 апреля 1943-го «Наганами» и 3 других эсминца сопровождали эскортные авианосцы «Тюё» и «Унйо» из Йокосуки на Трук, а в обратном переходе, который состоялся 8 – 13 мая, «Наганами» и еще 3 эсминца в дополнение к этим авианосцев также охраняли линкор и 2 тяжелых крейсера. 11 мая американцы начали операцию по взятию под контроль острова Атту на западе Алеутского архипелага (был захвачен в июне 1942-го в рамках медиуэйско-алеутской операции). Японское командование начало готовить контрмеры.
15 – 19 мая «Наганами» и еще один эсминец сопровождали те же 2 тяжелых крейсера в Парамушир (Курильские острова). В рамках противодействия враждебной операции японское командование начало накапливать силы, однако так и не успело ввести эти силы в бой до завершения вражеской операции против Атта. 25 мая «Наганами» отправился в Парамушир сопровождении конвоя и 31 мая прибыл в Майдзур, где снова взялись за ремонт машины.
28 июня - 1 июля 1943 года Наганами проследовал из Майдзуру в Парамушир, так как на острове Кыска оставался японский гарнизон, который находился в блокаде. Вскоре Наганами был задействована в эвакуации из Кыски. В период с 22 июля по 1 августа была предпринята вторая попытка, в которой, помимо Наганами, приняли участие 10 других эсминцев и 2 легких крейсера. 26 июля Наганами получил некоторые повреждения в столкновении с эсминцем Хацухару, но продолжил задачу. В результате 29 июля удалось вывести гарнизон из Кыски и доставить его 1 августа в Парамушир. 3-7 августа Наганами сопровождал танкер «Ниппон-Мару» из Парамушира в Майдзуру.
15-20 сентября 1943 года Наганами вместе с другим эсминцем сопровождал 2 тяжёлых крейсера из Йокосуки на Трук. 11-13 октября Наганами и другой эсминец сопровождали два других тяжелых крейсера в Рабаул. На этот раз крейсера покинули архипелаг Бисмарка, в то время как эсминцы вернулись на Трук 15 октября.
Тем временем, в начале октября 1943 года, американский авианосец атаковал остров Уэйк без какой-либо существенной реакции со стороны вражеского флота. Но через пару недель японцы решили на основе радиоперехвата о готовящейся новой атаке на Уэйк. 17 октября отправили основные силы (3 авианосца, 6 линкоров, 8 тяжелых крейсеров и других кораблей) из Трука в Эниветок, под защитой которого находился Наганами. Этот флот ждал противника несколько дней, безуспешно, после чего вернулся на Трук 26 октября.
Вскоре союзники начали наступление на западе Соломоновых островов. 27-28 октября они высадились на Островах Трежери и совершили диверсионный рейд на остров Шуазёль. В результате 30 октября 1943 года Наганами вместе с ещё двумя эсминцами и лёгким крейсером покинул Трук и отправился на усиление сил, дислоцированных в Рабауле (на этой передовой базе вблизи противника, японское командование держало только крейсера и эсминцы). Он принял участие в контратаке против вражеского комплекса, который 1 ноября высадился на острове Бугенвиль. Это привело к столкновению в ночь на 2 ноября. В конце концов японский отряд потерпел поражение и потерял два корабля, наганами вернулся в Рабаул без повреждений.
6 ноября 1943 года «Наганами» вместе с 6 эсминцами и 2 лёгкими крейсерами прикрыл 4 эсминца транспортной группы, которые доставили японских бойцов на Бугенвиль в район плацдарма союзников. Но уже спустя день это подразделение (≈500 человек) было атаковано союзными войсками и с большими потерями отброшено обратно в джунгли.
11 ноября 1943 года американский авианосец атаковал Рабаул. «Наганами», который был поблизости в то время, был ранен торпедой и потерял рулевой аппарат, поэтому эсминец «Макинами» отбуксировал его в Рабаул. 3-8 декабря лёгкий крейсер «Юбари» отбуксировал «Наганами» на Трук, а 15-24 января 1944 года лёгкий крейсер «Нагара»отбуксировал эсминец в Японию, после чего Наганами ремонтировался в Куре до 20 июня.
8-16 июля 1944 года Наганами принял участие в сопровождении основных сил флота из Куре на якорную стоянку Лингга в районе Сингапура.
В середине октября начались операции на Филиппинах, а 18 октября основные силы японского флота покинули Линггу. Они прошли через Бруней, затем разделились на две группы. Наганами вошел в эскорт основных сил адмирала Куриты, которые должны были проследовать через северную часть внутреннего моря Филиппин. Однако 23 октября, по пути туда, у западного побережья острова Палаван, американские подводные лодки затопили 2 тяжёлый крейсер. Наганами спас моряков из крейсера «Мая», а затем вместе с другим эсминцем начал сопровождать повреждённый крейсер «Такао» в Бруней. В то же время, 24 октября, Наганами высадил разведывательный отряд на подводную лодку USS Darter, брошенную экипажем, которая накануне пыталась уничтожить Такао, но села на мель.
26 октября 1943 года Наганами прибыл в Корон, где усилил защиту тяжёлого крейсера «Мёко».
Вскоре Наганами был вовлечен в транспортную операцию ТА, целью которой было доставить подкрепления на остров Лейте где высадились союзники, в залив Ормок. 8 ноября 1944 года Наганами и 5 других эсминцев покинули Манилу, чтобы сопровождать конвой TA №.4. Однако, когда на обратном пути они встретили конвой  TA №.3. Наганами передал спасённых ранее моряков на другой эсминец и присоеденился к охране TA №.3. 11 ноября 1944 года в заливе Ормок Наганами был поражен бомбой скинутой авиацией, вскоре затонув. Погибло 156 членов экипажа, 72 морякам удалось спастись.